# Karen Vick
Karen C. Vick (née Dunlap) est un personnage de fiction de la série télévisée américaine Psych : Enquêteur malgré lui. Elle est interprétée par l'actrice Kirsten Nelson et doublée en version française par Véronique Augereau.

## Biographie
Karen Vick a remplacé le chef de la police John Fenich depuis sa retraite environ un mois avant l'arrivée de Shawn au Département de Police de Santa Barbara. Elle a été nommée « Chef provisoire » le temps que le Maire embauche quelqu'un d'autre.
Son arrivée n'a guère plu à Carlton Lassiter car étant l'Inspecteur en chef principal, il comptait avoir le poste. Ce qui a créé une relation assez tendue entre Vick et Lassiter par le fait qu'elle soit, pour lui, « un étranger » qui a été choisi par les autorités supérieures pour reprendre le poste. De plus, la décision de Karen Vick de permettre à un médium auto-proclamé de contribuer dans des enquêtes officielles de police n'a fait qu'accentuer les ressentiments de Lassiter.
Sa position comme Chef de Police était décrit comme provisoire. À la fin de la saison 2, elle a annoncé qu'elle allait démissionner parce que sa position de Chef n'était toujours pas confirmée par le Maire et qu'elle arrivait à la fin de son contrat. C'est à ce même moment qu'elle a reçu un appel du Maire lui donnant le poste. Lorsqu'elle leur annonce la bonne nouvelle, elle comprend devant le grand sourire et le sous-entendu de Shawn, que c'était à lui qu'elle devait ce coup de téléphone et ce résultat. En effet, Shawn qui souhaitait qu'elle reste, avait anticipé en prenant des photos du candidat du maire pour la remplacer en plein adultère empêchant sa nomination.
Durant la saison 7, après une affaire, Karen est suspendue pendant 6 mois pour avoir protégé Shawn, Gus, Lassiter et Juliet. Elle est remplacée par Latruite.
Dans la saison 8, elle revient pour annoncer qu'elle a accepté un poste à la criminelle à San Francisco. Avant son départ elle se débrouille pour que Lassiter devienne le nouveau chef de la police. Elle emmène Juliet avec elle pour en faire son lieutenant chef.

## Personnalité et relation
C'est une femme sympathique, juste, stricte quand il le faut et droite.
 Elle fait la rencontre de Shawn et Gus lors de l'épisode pilote, lorsque Shawn est accusé de complicité voire de perpétrer lui-même une série de crimes. C'est à ce moment-là qu'il choisit de se faire passer pour médium en dévoilant ses « fameuses capacités de pouvoirs psychiques », qui ne sont en réalité qu'un sens hyper développé de l'observation. Le Chef Karen Vick a été impressionnée par l'efficacité de Shawn, même si au début, elle fut méfiante de ses capacités psychiques. Effectivement n'ayant jamais vue une semblable perspicacité d'un médium puis face aux découvertes d'éléments importants concernant l'enquête et la disposition de Shawn pour résoudre des affaires difficiles, l'ont convaincues. C'est qui la poussera à faire confiance à Shawn et Gus et à les contacter régulièrement pour résoudre des affaires délicates.
Dans l'épisode 6 de la troisième saison, Shawn commence à avoir « une vision » de la relation du Chef Vick avec sa sœur, mais elle lui demande rapidement de ne pas en dire plus. Elle ne souhaite simplement pas parler de la situation. Mais un peu plus tard, elle se confiera à Shawn. On peut donc y voir un petit attachement amical même si leur relation reste professionnelle avant tout.
Avec Lassiter étant donné que celui-ci était déçu et frustré de la voir au poste qu'il convoitait, il se calmera assez vite puisque hiérarchiquement elle est sa supérieure et il fera ce qu'elle lui demande même si celui-ci reste persuadé d'être incompris vis-à-vis de ses opinions et de ses capacités.
Néanmoins, lors d'une formation avec Lassiter, Vick a perdu les eaux et Lassiter s'est précipité pour la conduire à un hôpital où elle a pu donné naissance à sa fille. C'est ce qui le fera tout doucement changer d'avis sur elle.
Avec Juliet O'Hara, coéquipière de Lassiter, elles sont au départ, en quelque sorte, en rivalité « féminine » mais cela s'estompe rapidement. Plus tard, Juliet pense à une amitié possible avec le Chef mais celle-ci reste froide et stricte sur le fait de ne pas mélanger la vie professionnelle et la vie privée. Cependant, c'est avec le temps et différentes situations que des liens se créeront entre elles.

## Commentaires
Kirsten Nelson était déjà enceinte depuis plusieurs mois pendant le tournage de l'épisode pilote et a donné naissance peu de temps après. Par conséquent et pour la continuité des épisodes pour qu'ils soient cohérents, elle a dû porter une fausse prothèse de grossesse.

## Sources
- (en) Cet article est partiellement ou en totalité issu de l’article de Wikipédia en anglais intitulé « Karen Vick » (voir la liste des auteurs).